# تاکوتیلی
تاکوتیلی (به لاتین: Tavkvetili) یک آتشفشان در گرجستان است که در سامتسخه-جاواختی واقع شده‌است. تاکوتیلی ۲٬۵۸۳ متر بالاتر از سطح دریا واقع شده‌است.